# Chiron (tên lửa)
KP-SAM Shin-Gung hoặc Shin-Kung (tiếng Hàn: hangul: 신궁, hanja: 新) là tên lửa đất đối không phóng từ Hàn Quốc do LIG Nex1 sản xuất. Nó được bán trên thị trường quốc tế với tên gọi Chiron.

## Tổng quan
Shin-Gung được tạo ra để bảo vệ quân ROK ở khu vực tiền phương, bắt đầu từ năm 1995 dưới sự chỉ đạo của LIG Nex1. Vào cuối năm 2003, việc chuyển giao Igla SAM từ Nga để thanh toán các khoản nợ của Nga cho Hàn Quốc dường như đã giải quyết được vấn đề trong giây lát. KP-SAM bắt đầu sản xuất vào năm 2004 với các thử nghiệm mở rộng vào đầu năm 2005. Cuối năm 2005, KP-SAM Shingung bắt đầu phục vụ trong Quân đội Hàn Quốc, sau khi được phát triển gần 8 năm. Quân đội Hàn Quốc đã đặt hàng khoảng 2000 chiếc sẽ được giao trong tương lai gần.

## Đặc tính
Trong khi hệ thống tên lửa bên ngoài giống với hệ thống Mistral của Pháp, toàn bộ hệ thống tên lửa bao gồm người tìm kiếm, bộ phận điều khiển, đầu đạn và động cơ được phát triển và sản xuất tại Hàn Quốc. Tên lửa có các hệ thống IFF tích hợp, khả năng chống chịu thời tiết ban đêm và thời tiết bất lợi, thiết bị tìm kiếm hồng ngoại hai màu (IR / UV) để hỗ trợ phủ nhận các biện pháp đối phó hồng ngoại (IRCM) và đầu đạn cầu chì gần. Trong quá trình thử nghiệm phát triển, tên lửa đạt tỷ lệ trúng 90%.Chiron MANPADS của không quân Indonesia và các yếu tố phòng không khác được trưng bày trong cuộc tập trận Angkasa Yudha năm 2016.
Theo các quan chức của Cơ quan Phát triển Quốc phòng, tên lửa này vượt trội so với FIM-92 Stinger của Mỹ hay Mistral của Pháp về khả năng trúng đạn, giá cả và tính di động.  Nó đã được tham gia vào một vụ thử tên lửa trong đó tên lửa của Shingung đã tác động đến mục tiêu bay thấp tới 3,5 km với tốc độ 697,5 m / s (hơn Mach 2,36) và tầm bắn 7 km.

## Nhà điều hành
Indonesia: Không quân Indonesia mua lại và vận hành Chirons từ năm 2014 được tích hợp với hệ thống pháo phòng không 35 mm Oerlikon Skyshield.
Hàn Quốc: Trong quân đội ROK từ năm 2005.